# Черепаха геометрична
Черепаха геометрична (Psammobates geometricus) — вид черепах з роду Африканські зірчасті черепахи родини Суходільні черепахи.

## Опис
Загальна довжина карапаксу досягає 24 см. Спостерігається статевий диморфізм: самиці більші за самців. Голова доволі велика. Карапакс опуклий. Краї карапакса трохи зубчасті. Хребетні щитки опуклі, а задні крайові трохи вигнуті. Щитки на карапаксі горбкувато-рельєфні. Пластрон складається з 12 щитків. Стегнових шпор немає.
Темні голова, шия і кінцівки прикрашені жовтим візерунком. Карапакс має яскраве та ошатне забарвлення: з центру кожного щитка на чорно-коричневому фоні розходяться жовті радіальні лінії, що утворюють складний геометричний візерунок. Звідси походить назва цієї черепахи.

## Спосіб життя
Живе невеликими розрізненими популяціями на не культивованих ґрунтах, вкритих травою і дрібним чагарником. Населяє прибережну частину між горами і морем. Велика частина популяції не піднімається вище 80 м над рівнем моря. Харчується травою, квітами, овочами, а також своїм та чужим калом.
Черепаха відкладає яйця з вересня по жовтень. Самиця відкладає від 2 до 4 яєць розміром 30×26 мм. За температури 26–28 °C інкубаційний період триває 150–210 днів. За сезон буває 2—3 кладки. Черепашенята мають 30—40 мм завдовжки при вазі 6–8 г.
Тривалість життя — до 30 років. Є випадки успішного розведення в неволі.

## Розповсюдження
Мешкає на крайньому південному заході Західної Капської провінції, в околицях Парла, Тульбаха і Малмсбері (Південно-Африканська Республіка). Натепер загальна чисельність складає до 4000 особин.